# بيت جريدي (الحيمة الخارجية)

تعديل مصدري - تعديل

بيت جريدي هي إحدى قرى عزلة بيت الجريدي بمديرية الحيمة الخارجية التابعة لمحافظة صنعاء، بلغ تعداد سكانها 195 نسمة حسب تعداد اليمن لعام 2004.